# Пъстроцветен кардинал
Пъстроцветен кардинал (Passerina versicolor) е вид птица от семейство Cardinalidae.

## Разпространение
Видът е разпространен в Гватемала, Канада, Мексико и САЩ.